# 108 Dywizja Pancerna (ZSRR)
108 Dywizja Pancerna – związek taktyczny wojsk pancernych Armii Czerwonej okresu II wojny światowej.

## Działania bojowe
Sformowana w Moskiewskim Okręgu Wojskowym w Kubince w lipcu 1941 roku na bazie przybyłej z Chabarowska 59 Dywizji Pancernej: 119 pułk pancerny i samodzielny batalion rozpoznawczy, pułku motocyklowego z rozformowanego 26 Korpusu Zmechanizowanego oraz dywizjonu artylerii polowej (armaty 75 mm) ze 102 Dywizji Pancernej. W sierpniu 1941 roku włączona w skład doraźnie utworzonej Grupy Operacyjnej generała porucznika A. Jermakowa w składzie Frontu Briańskiego, a następnie w składzie 3 Armii tego samego Frontu. Od października do grudnia 1941 roku w składzie 50 Armii Frontu Briańskiego. Walczyła na przedpolach Moskwy, m.in. na przedpolach Tuły, aż do całkowitej utraty sprzętu pancernego. 2 grudnia 1941 roku została przeformowana w 108 Brygadę Pancerną.

## Podporządkowanie
| Data                     | Front (Okręg)   | Armia    | Korpus (Grupa)                          | Uwagi |
| ------------------------ | --------------- | -------- | --------------------------------------- | ----- |
| 1 sierpnia 1941 roku     | Front Rezerwowy |          | Grupa Operacyjna gen. por. A. Jermakowa |       |
| 1 września 1941 roku     | Front Briański  | 3 Armia  |                                         |       |
| 1 października 1941 roku | Front Briański  | 50 Armia |                                         |       |
| 1 listopada 1941 roku    | Front Zachodni  | 50 Armia |                                         |       |
| 1 grudnia 1941 roku      | Front Zachodni  | 50 Armia |                                         |       |

## Skład
- 216 pułk czołgów
- 217 pułk czołgów
- 108 pułk zmotoryzowany
- 108 pułk haubic
- 108 batalion rozpoznawczy
- 108 samodzielny dywizjon przeciwlotniczy
- 108 samodzielny batalion łączności
- 108 batalion transportowy
- 108 batalion remontowy
- 108 batalion pontonowo-mostowy
- 108 batalion medyczno-sanitarny
- 108 kompania regulacji ruchu
- 108 piekarnia polowa
- 923 poczta polowa
- 76 polowa kasa Gosbanku.

## Wyposażenie
- Na dzień 18.08.1941 roku:
  - czołgi: 121 T-26, 23 T-26 chemiczne (z miotaczami płomieni)), 30 T-34, 11 KW-1.
- Na dzień 7.09.1941 roku:
  - czołgi: 2 KW-1, 7 Т-34, 2 T-40,
  - samochody pancerne: 3 BA-10, 3 BA-20,
  - artyleria: 3 armaty 76 mm, 8 armat przeciwlotniczych,
  - skład osobowy: 1 200.
- Na dzień 27.09.1941 roku:
  - czołgi: 3 KW-1, 17 T-34, 20 T-40, 1 BT.